# Wironatan
Wironatan is een bestuurslaag in het regentschap Purworejo van de provincie Midden-Java, Indonesië. Wironatan telt 1813 inwoners (volkstelling 2010).